# Sadat Ziberi
Sadat Ziberi (Tetovo, 29. kolovoza 1993.) je igrač futsala koji trenutačno igra za Italpol Calcio a5. Najveći dio futsal karijere proveo je igrajući za zagrebačke klubove Alumnus i Futsal Dinamo, da bi na ljeto 2017. prešao u Italiju. Za futsal reprezentaciju Makedonije debitirao je 23. ožujka 2016. godine.

## Karijera
Sadat Ziberi započeo je futsal karijeru kao 16-godišnjak u MNK Zagreb Zapad. Sljedeće sezone igrao je za MNK Petar, a posljednju juniorsku sezonu za OFV Allfinanz Zagreb, klub koji je kasnije promijenio ime u Alumnus.

### Alumnus
Ziberi se u Alumnusu zadržao tri godine. U sezoni 2013./14., Ziberi je ostvario najveći uspjeh svoje karijere osvojivši s Alumnusom naslov prvaka Hrvatske. Te sezone, Ziberi je u Alumnusu igrao sa šestoricom igrača s kojima će kasnije igrati u Futsal Dinamu. U tri godine igranja za Alumnus, Ziberi je upisao 83 nastupa i zabio 27 pogodaka.

### Futsal Dinamo
Početkom sezone 2015./16. Ziberi zajedno s Hrovojem Penavom, Matejom Horvatom i Kristijanom Čekolom prelazi iz Alumnusa u najpopularniji hrvatski futsal klub, MNK Futsal Dinamo. Ziberi je s Dinamom u dvije godine osvojio dva Regionalna kupa te je u 39 nastupa zabio 24 pogodaka.

### Italija
Sadat Ziberi je u ljeto 2017., zajedno s još jednim prvotimcem Futsal Dinama, prešao u talijanskog prvoligaša Milano calcio a5 koji je sezonu 2017./18. završio na 12. mjestu Serie A. Sljedeće sezone (2018./19.) Ziberi prelazi u Mantova calcio a5 koji se natječe u drugoj talijanskoj ligi. Sljedeće sezone (2018./19.) Ziberi prelazi u talijanskog drugoligaša Mantovu Calcio A5 za koju je u 25 utakmica zabio 16 golova i izborio plasman u Serie A. Početkom sezone 2019./20. Ziberi prelazi u drugoligaša Italpol Calcio A5 iz Rima.

### Reprezentativna karijera
Ziberi je kao junior odigrao četiri utakmice za hrvatsku U-21 futsal reprezentaciju, a kao senior opredjelio se za reprezentaciju Makedonije. Za hrvatsku U-21 reprezentaciju debitirao je 2012. godine, igrao je u utakmicama protiv Slovenije i Francuske i zabio je dva pogotka.
Za seniorsku reprezentaciju Makedonije debitirao je 23. ožujka 2016. godine protiv reprezentacije Bosne i Hercegovine. 

## Priznanja

### Klupska
Alumnus
- Prva hrvatska malonogometna liga (1): 2013./14.
- Prva hrvatska malonogometna liga U-19 (OVB Allfinanz) 1: 2011./12.

Futsal Dinamo
- Kup regije Sjever (2): 2015./16., 2016./17.

Mantova Calcio A5
- Naslov Serie A 2 (1): 2018./19.

### Sveučilišna
Veleučilište VERN'
- Sveučilišno prvenstvo Europe (1): 2014./15.

## Vanjske poveznice
- Medumrežne stranice Futsal Dinamo